# Magnus Sommar
Magnus Sommar, Magnus Olofsson (ur. ok. 1480, zm. 1543 w Krokek) – biskup Strängnäs w latach 1522–1536

## Życiorys
Gruntownie wykształcony, humanista, absolwent uniwersytetu w Rostocku. Od 1508 roku kanclerz biskupa Strängnäs. W 1522 roku wybrany biskupem. Początkowo przeciwnik Kościoła narodowego w Szwecji, na sejmie w Västerås w 1527 roku nastawiony przeciwnie do polityki religijnej Gustawa I Wazy.
Później skłonny do ustępstw. Zerwał z Kościołem katolickim, przeszedł na luteranizm. Nigdy jednak nie uzyskał pełnego zaufania ze strony króla. W 1536 roku związał się z antykrólewską opozycją za co został uwięziony i pozbawiony biskupstwa.
Ostatnie lata życia spędził w areszcie domowym w dawnym klasztorze franciszkanów w Krokek.